# 零聲母
零聲母（zero consonant、silent initial、null-onset letter）是一個汉语語音學的名詞，常用符号“Ø”表示。汉语由于一般为一个字代表一个音节，其中「前置辅音」称为声母，而元音和「后置辅音」（韻尾）一起称为韵母。每个字都是由声母和韵母组成，但当一个字只有元音或元音和後置輔音，而没有前置辅音（即沒有聲母）時，即认为这个字的声母为零声母，例如：啊、喔、骯……等字。
雖然有些漢語語言的「零聲母」是沒有前置輔音，但實際上，很多漢語分支以韻母為起始音時，其實包含了一個前置輔音聲門塞音[ʔ]，所以嚴格上也有一個聲母。只是它音色微弱，也跟嚴格意義的「零聲母」不構成對立，因此一般情況下都視之為同一音位的自由變異，並不將它寫出。也有些漢語中的聲門塞音[ʔ]聲母跟「零聲母」對立。比如粵語中的四邑話（包括台山話），「店、大、東、典」等字，唸[ʔ]聲母，由中古漢語的端母或定母變成，例如「店」就讀作[ʔiɛːm]。它跟零聲母對立，例如來自影母的「厭」就唸作[iɛːm]。因此，四邑話的聲門塞音[ʔ]就不能視作「零聲母」。
而在官話中，以介音開頭的字，實際上介音會弱化為輔音，作為聲母，例如官話的「壓」，[i]弱化為[j]來做聲母；「挖」的[u]弱化為[w]做聲母；「迂」的[y]弱化為[ɥ]做聲母。但在注音上，並沒有做轉換，仍然省去聲母。南京話拼音也不用聲母，拼做ia、ua、ü。而在官話漢語拼音中，則會將/i-/改寫為/y-/，/u-/改寫為/w-/來表示，/ü-/改寫為/yu-/。
几种辅音音素文字、元音附标文字、全音素文字有专门书写零声母的字母，一般是因为正字法要求所有音节都必须以辅音字母开头，尽管文字记录的口语中元音可能可以做音节首。少数情况下，如下文救世苗文，书面缺辅音表示口语中一种特殊的辅音，因此口语缺辅音要另设字母来区分。

## 文字
- 阿什肯纳兹式希伯来语中的alephא表示零辅音，它本来和其他希伯来语方言一样表示声门塞音。
- 阿拉伯文中，alif ا 一般是表示元音的占位符。
- 爪哇文中，ꦲ用于表示元音。
- 谚文中，零声母为ㅇieung，在韵尾处表示ng，历史上它们是不同的字母。
- 缅甸文、高棉文អ、泰文อ、寮文ອ为零声母字母。如泰语อ่าง为ang“盆”，า表示元音a，ง表示韵尾ng。อ和ອ在某些位置也可做元音。
- 马尔代夫它拿字母中，އ为零声母。表示元音则需要加元音变音符号：އި为i，އޮ为o，以此类推。这是元音附标文字的特征，但元音标记是必须有的。but the vowel mark is not optional.
- 布吉语龙塔拉文的零声母ᨕ与它拿文较像，但不带元音记号的ᨕ即表示元音a。尼泊尔绒巴文同此。
- 克里语和因纽特语所用的加拿大原住民音节文字中，三角形表示元音开头的音节。三角形的朝向表示不同元音：ᐁe、ᐃi、ᐅo、ᐊa。
- RPA苗文中，撇号表示元音开头的音节。若元音前没有任何符号，则表示音节以声门塞音开头。
- 半音节文字救世苗文有零辅音字母，也有表示声门塞音的字母，不以辅音字母开头的音节以/k/为声母。

## 參看
- 零 (语音学)（英语：Zero (linguistics)）
- 空韻
- あ行
- ㅇ
- 聲門塞音
- 不发音字母

## 外部連結
- On the "zero consonant" phoneme in modern standard Finnish - towards a coherent paradigmatic interpretation （页面存档备份，存于）
- The relative importance of consonant and vowel segments to the recognition of words and sentences: Effects of age and hearing loss （页面存档备份，存于）